# South Fork Fortymile River
Der South Fork Fortymile River ist der 45 km (einschließlich Mosquito Fork: 259 km) lange rechte Quellfluss des Fortymile River im zentralen Osten von Alaska (USA).

## Flusslauf
Der South Fork Fortymile River entsteht südlich von Chicken am Zusammenfluss von Mosquito Fork und Dennison Fork. Er durchquert im Anschluss das Yukon-Tanana Upland, eine Mittelgebirgslandschaft, mit zahlreichen Flussschlingen. Der South Fork Fortymile River fließt anfangs 8 km nach Osten. Unterhalb der Brücke  (⊙) des Taylor Highway (Alaska Route 5) über den South Fork Fortymile River wendet sich dieser nach Norden. Bei Flusskilometer 30 befindet sich die rechtsseitige Einmündung des Walker Fork, der bedeutendste Nebenfluss des South Fork Fortymile River. Bei Flusskilometer 18 befindet sich am linken Flussufer die während der Goldgräberzeit gegründete und heute verlassene Siedlung Franklin. Der South Fork Fortymile River trifft schließlich auf den von Westen kommenden North Fork Fortymile River und vereinigt sich mit diesem zum Fortymile River. Das Einzugsgebiet beträgt etwa 8580 km².

## Namensgebung
Der Flussname stammt von Prospektoren und ist seit spätestens 1886 in Verwendung.

## Schutzcharakter
Der South Fork Fortymile River sowie Teile seiner Zuflüsse gehören zum Flusskorridor des Fortymile Wild and Scenic River. Auf dem South Fork Fortymile River können Kanu- oder Raftingtouren unternommen werden. Nahe der Straßenbrücke über den South Fork Fortymile River befindet sich ein Zugang, um Kanus oder Rafts zu Wasser zu lassen. Eine Auslassstelle befindet sich 63 km flussabwärts an der Highway-Brücke über den Fortymile River.

## Geschichte
Früher wurde in den Flüssen der Region nach Gold gesucht.